# 纳坦·夏兰斯基

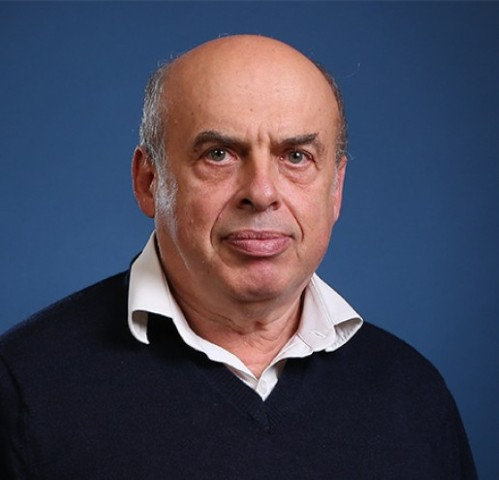
納坦·夏蘭斯基

納坦·夏蘭斯基（希伯來語：‎；1948年1月20日—）生於蘇聯，以色列政治家、人權活動家、作家。曾任以色列副總理，20世紀70年代到80年代作為蘇聯的不同政見者，曾在蘇聯監獄中待了9年。他自2009年開始擔任以色列猶太事務局執行委員會主席。

## 傳記
夏蘭斯基畢業於莫斯科物理理工大學，獲得應用數學學位，是有名的數學家。他從小時候就能蒙眼表演國際象棋。15歲那年，他在頓涅茨克國際象棋贏得了冠軍。當他被監禁時，他聲稱通過在自己的腦海中下棋來保持理智。
夏蘭斯基在1986年從阿納托利·夏蘭斯基改名為現在的希伯來語名字，當時他收到了寫有新名字的以色列護照。
蘇聯政權拒絕了他與阿維塔爾結婚的申請。他們在朋友的公寓裡結婚，儀式不被蘇聯認可，因為蘇聯只承認公證婚姻。

## 行動
夏蘭斯基於1973年被蘇聯政權拒絕發放以色列入境簽證。蘇聯認爲拒絕簽證的原因是，他與蘇聯國家安全有關，並且無法離開。夏蘭斯基後來成為人權活動家，擔任異議者和核物理學家安德烈·萨哈罗夫的翻譯，並擔任其新聞發言人。他是莫斯科赫爾辛基小組的成員。

### 自由戰士獎

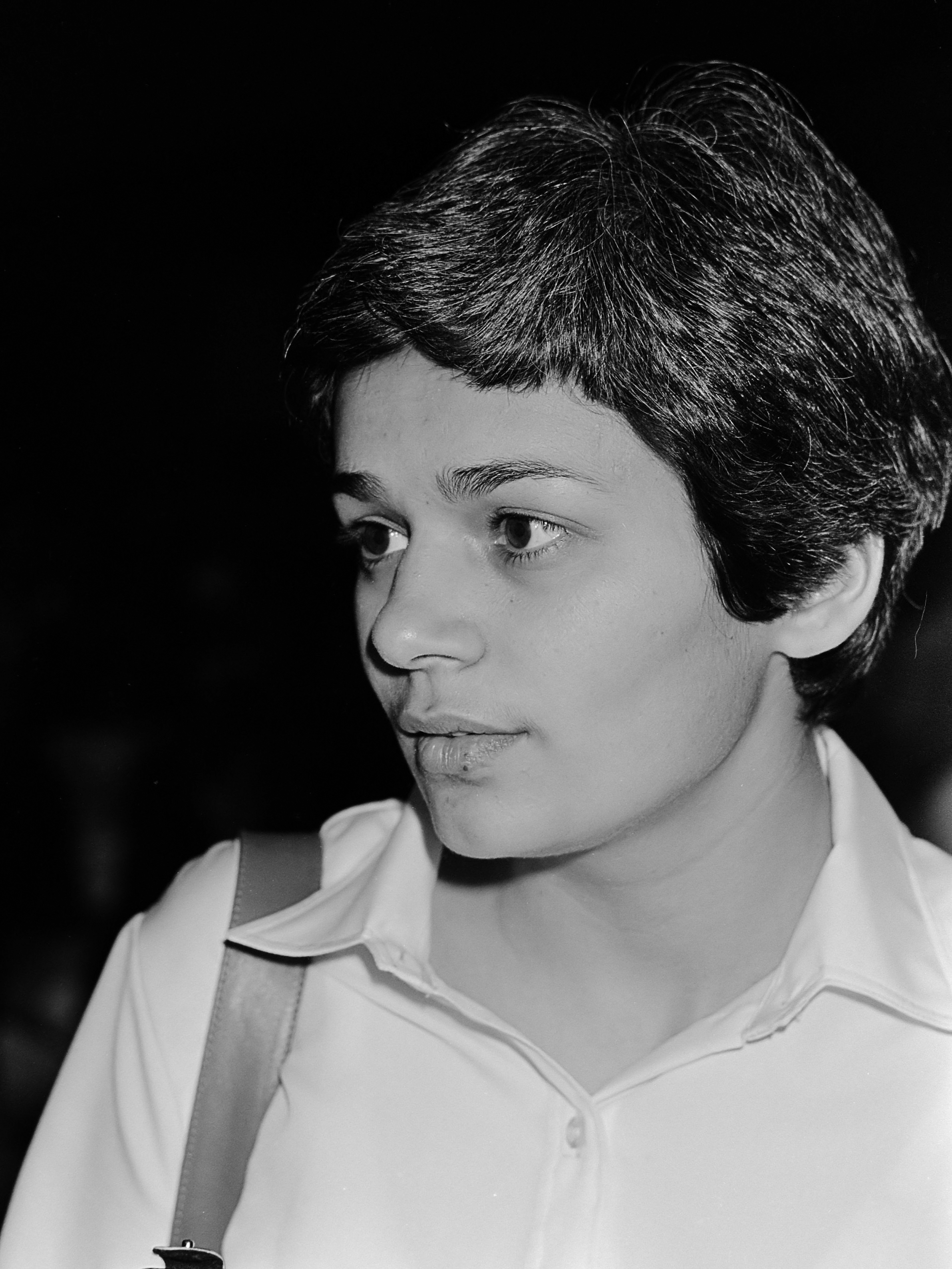
1980年代在阿姆斯特丹

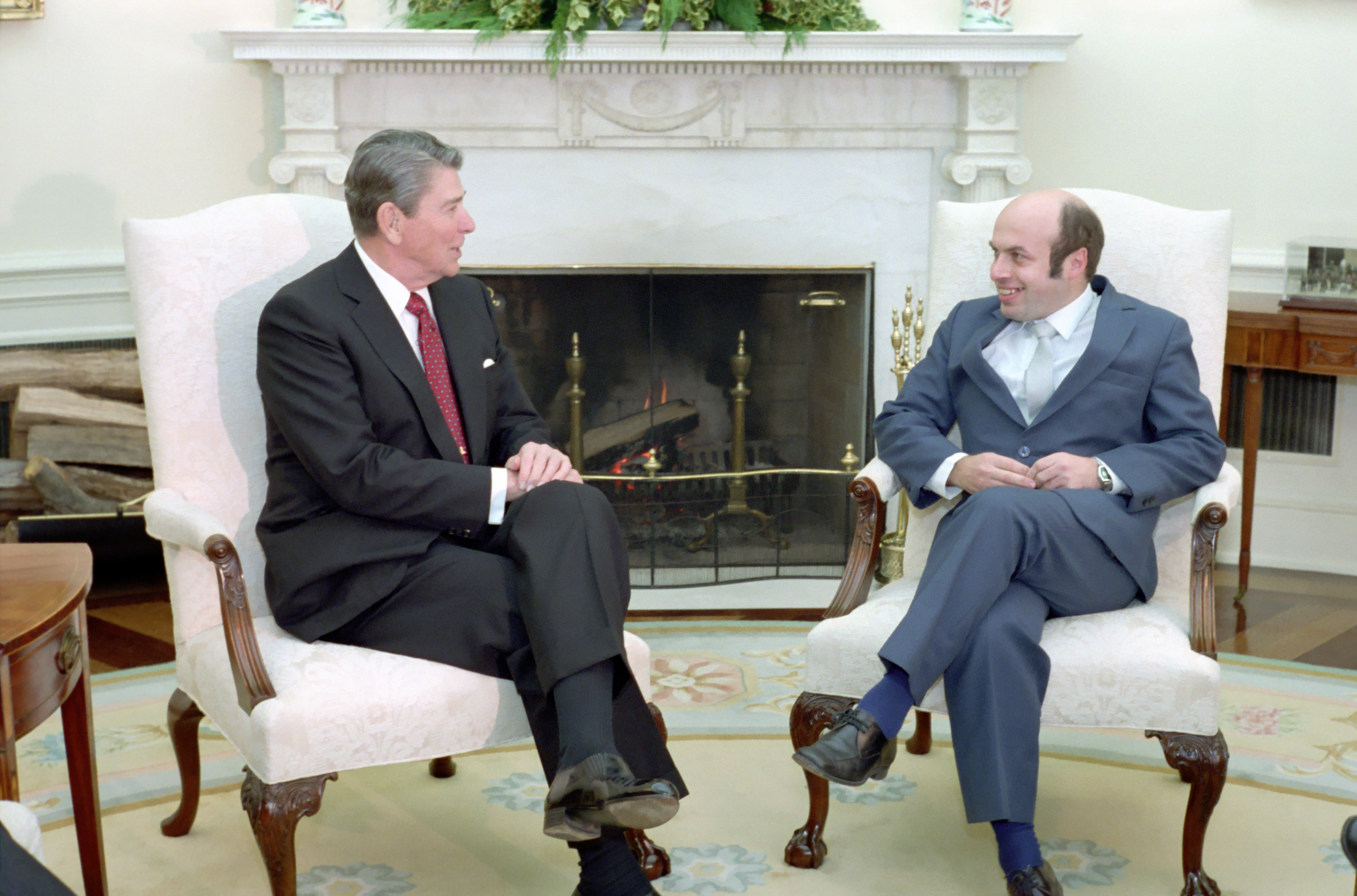
夏蘭斯基與美國總統雷根1986年12月

## 荣誉

### 外国勋章奖章
- 三等功绩勋章（乌克兰，2022年8月23日公布[2]）